# Sovětská okupace východního Polska 1939–1941

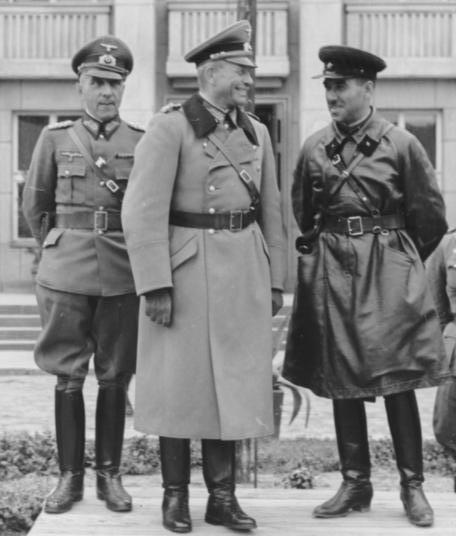
Heinz Guderian a Semjon Krivošejn zdraví společnou přehlídku Wehrmachtu a Rudé armády v Brestu 22. září 1939

Sovětská okupace východního Polska 1939–1941 byl politický a policejní systém výkonu moci na území Polské republiky obsazené Sovětským svazem invazí dne 17. září 1939 a po rozdělení území Polska německo-sovětským Ribbentropovým–Molotovovým paktem z 23. srpna 1939 upraveným smlouvou o hranicích a přátelství, kterou 28. září 1939 uzavřelo Německo a SSSR v Moskvě. Podle mezinárodního práva teritorium Polské republiky okupované a anektované Sovětským svazem i území Polské republiky okupované Německem tvořila dále integrální část Polska.

## Rozdělení Polska

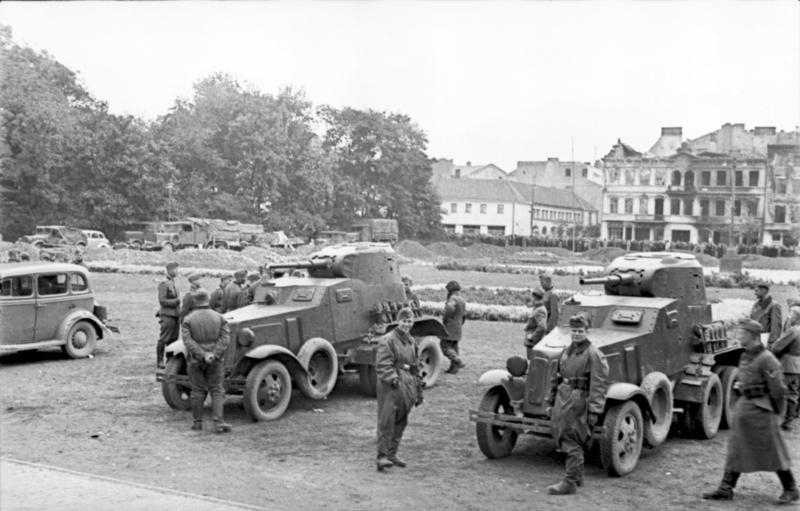
Vojáci Wehrmachtu a Rudé armády v Lublinu 22. září 1939

V důsledku německé a sovětské invaze do Polska v září 1939 bylo území Polska rozděleno mezi nacistickou třetí říši a Sovětský svaz. Oba režimy měly nepřátelský vztah vůči polské kultuře a polské společnosti a měly za cíl jejich zničení. Před německým útokem (Operace Barbarossa) vedli agresoři koordinovaná opatření vůči Polsku – nejviditelnější ve čtyřech společných konferencích Gestapa a NKVD –, kde byly probrány plány boje proti polskému odboji a plány na budoucí zničení Polska. Tyto konference v letech 1939–1941 byly zaměřeny na výměnu informací o potlačování polského odbojového hnutí, o eliminaci polské inteligence a vůdčí elity na územích vtělených do třetí říše a SSSR po zářijové okupaci roku 1939.
Dne 28. září 1939 Sovětský svaz a Německo změnily smlouvou o hranicích a přátelství tajná ustanovení z paktu Ribbentrop–Molotov (někdy označ. jako IV. dělení Polska). a stanovily hranici na linii řeka Pisa, Narva, Bug a San. Tím oblasti západně od této linie přesunuly do německého pásma vlivu a hitlerovské Německo převzalo 178 000 km² území Polska. Malá část území, 752 km², byla připsána německému satelitu Slovenskému štátu. SSSR převzal 192 000 km² území Polska (52,1 %) s více než 13 700 000 osob, z toho 38 % Poláků (5,1 milionů), 37 % Ukrajinců, 14,5 % Bělorusů, 8,4 % Židů, 0,9 % Rusů, 0,6 % Němců a 336 000 uprchlíků z oblastí německých.

## Prozatímní administrativa prvních týdnů
V době mezi vstupem Rudé armády na východní polská území a jejich formální anexí do SSSR, tedy od 17. září do 2. listopadu 1939, vznikala v obsazených polských oblastech prozatímní správa kvazistátních území tzv. „Západního Běloruska” a „Západní Ukrajiny”.

### Západní Bělorusko
Dne 22. října 1939 se uskutečnily volby do Lidových shromáždění Západní Ukrajiny a Západního Běloruska, ustavených sovětskými úřady. Volební kampaň i samy volby proběhly v ovzduší teroru. Hlasovat se mohlo jen pro předem vybrané kandidáty a ve volebních komisích zasedali uniformovaní příslušníci NKVD. Podle zfalšovaných výsledků dosáhla účast 96,7 % a pro Sověty představené kandidáty bylo odevzdáno 90 % hlasů. Takto vzniklé Lidové shromáždění zasedalo ve dnech 28. až 30. října v Białystoku pod heslem smrt bílému orlu. Lidové shromáždění požádalo Nejvyšší sovět SSSR o začlenění Západního Běloruska do Běloruské SSR. Již 2. listopadu schválil Nejvyšší sovět SSSR souhlas se žádostí Lidového shromáždění Západního Běloruska a připojil Západní Bělorusko k Běloruské SSR, a tím k SSSR.
Do Západního Běloruska připadla tato polská vojvodství:
- tehdejší Bělostocké vojvodství
- tehdejší Novohradské vojvodství
- Podleské vojvodství
- tehdejší Vilenské vojvodství
- severovýchodní části tehdejšího Varšavské vojvodství.

Prozatímním hlavním městem Západního Běloruska se stal Bělostok.
Souběžně 26. října 1939 SSSR předal Vilno a jeho vojvodství Litvě. V následujícím roce se však připojením Litvy po 3. srpnu 1940 i toto teritorium ocitlo uvnitř sovětských hranic.

### Západní Ukrajina

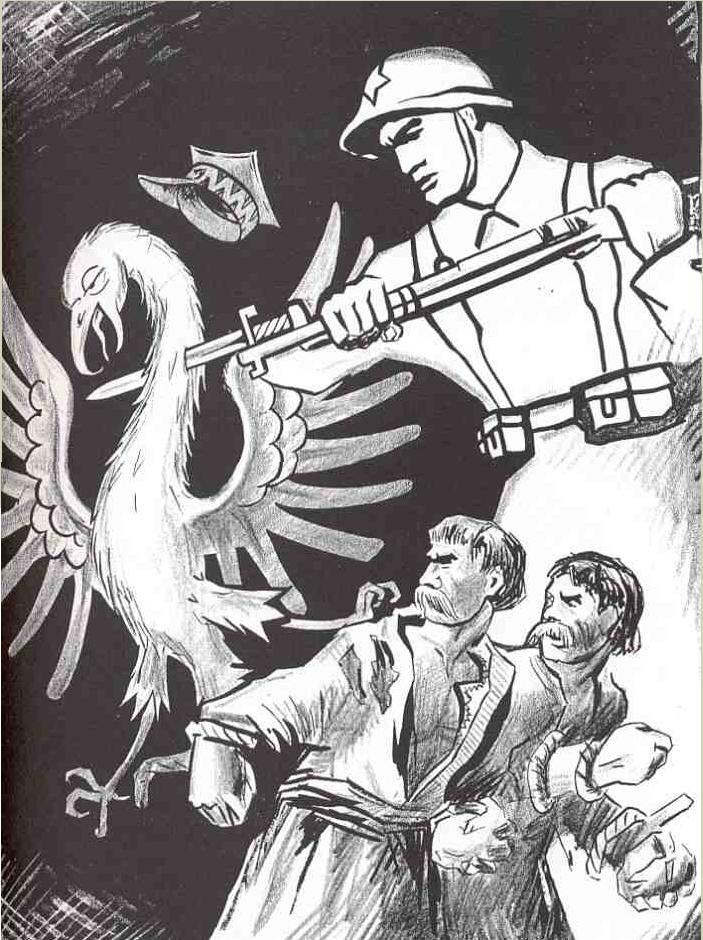
Antipolský propagandistický plakát – sovětský voják probodává bajonetem polského Bílého orla

Dne 22. října 1939 proběhly volby do Lidového shromáždění Západní Ukrajiny. Již 26. až 28. října 1939 Lidové shromáždění Západní Ukrajiny v budově lvovského operního Velkého divadla zasedalo a odhlasovalo rezoluci o připojení Západní Ukrajiny k Ukrajinské sovětské socialistické republice, a tedy k SSSR. Také tento návrh přijal Nejvyšší sovět SSSR 1. listopadu 1939.
Do Západní Ukrajiny připadla vojvodství:
- Tarnopolské vojvodství
- Stanislavovské vojvodství
- tehdejší Volyňské vojvodství
- východní část Lvovského vojvodství se samotným Lvovem, který se stal hlavním městem lidové republiky Západní Ukrajiny.

## V lůně SSSR
Začlenění východních území druhé republiky bylo jednostranným aktem anexe a do roku 1945 nebylo mezinárodně uznáno.
Zpočátku okupace získala podporu mezi některými národními menšinami, které považovaly politiku Polska za nacionalistickou. Značný podíl ukrajinského obyvatelstva zpočátku přijal s uspokojením snahy o sjednocení s ostatní Ukrajinou.
Po invazi do Polska přestal SSSR uznávat polský stát a neuznával ani polské armádní zajatce jako vojenské zajatce podle mezinárodního práva, ale považoval je za povstalce proti nové vládě. V letech 1939–1941 Sověti zatkli a uvěznili okolo 500 000 Poláků včetně bývalých úředníků, důstojníků a přirozeně i „nepřátel lidu“, tedy duchovních. To bylo přibližně 10 % všech dospělých mužů. Sověti dále vyvraždili asi 65 000 Poláků. V jednom z plánovitých vyvražďování provádělo NKVD rozsudky smrti na 21 768 Polácích včetně politiků, vládních úředníků a intelektuálů a také na 14 471 polských důstojnících. Němci v roce 1943 odhalili 4254 obětí vraždění v katyňském lese a oznámili skutečnost Mezinárodnímu červenému kříži, aby nezávisle prozkoumal ostatky a potvrdil vinu Sovětů.